# Isophya salmani
Isophya salmani är en insektsart som beskrevs av Sevgili och K.-g. Heller 2006. Isophya salmani ingår i släktet Isophya och familjen vårtbitare. Inga underarter finns listade i Catalogue of Life.